# Redacteur

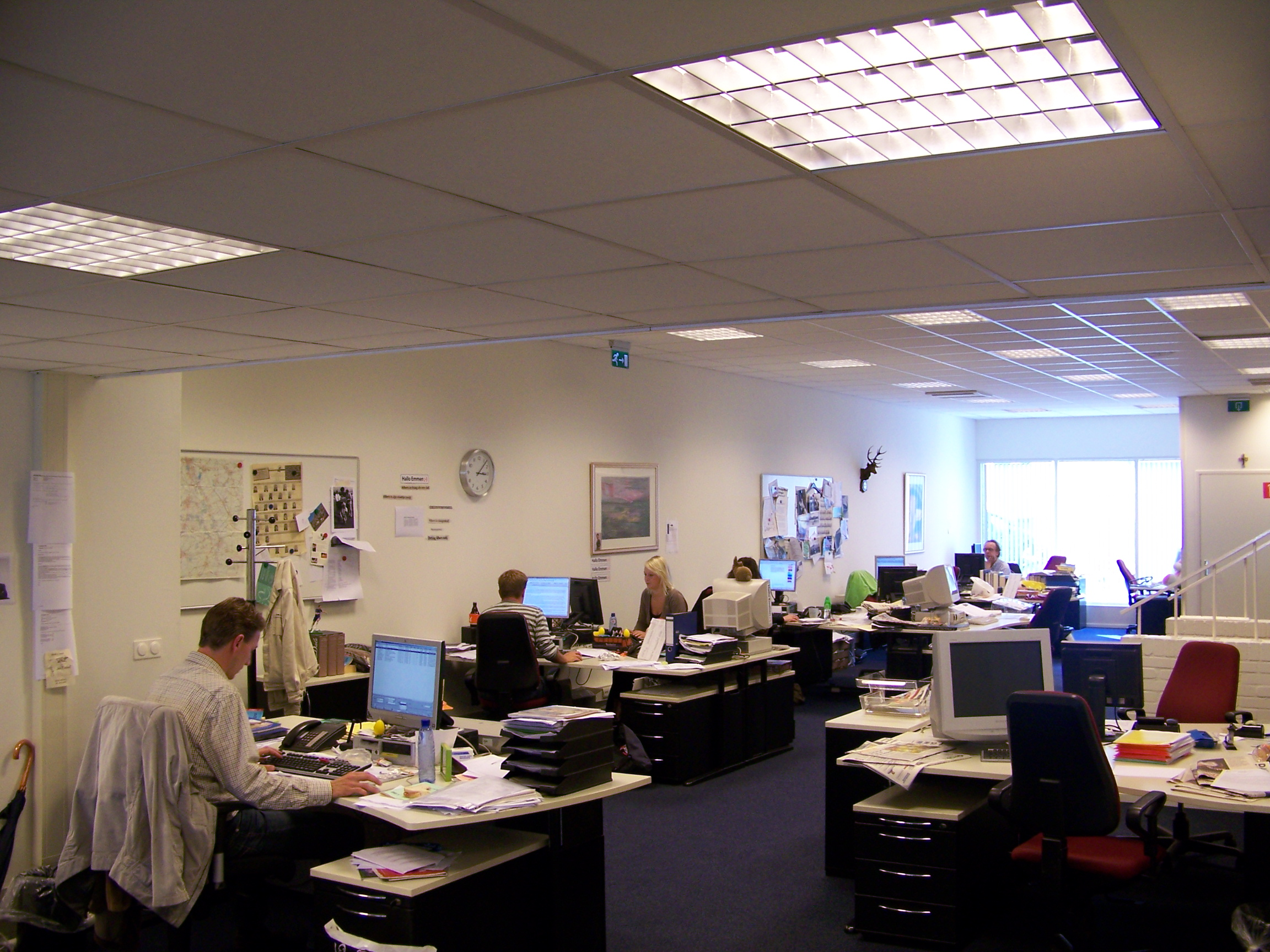
Redactie van het Dagblad van het Noorden in Emmen

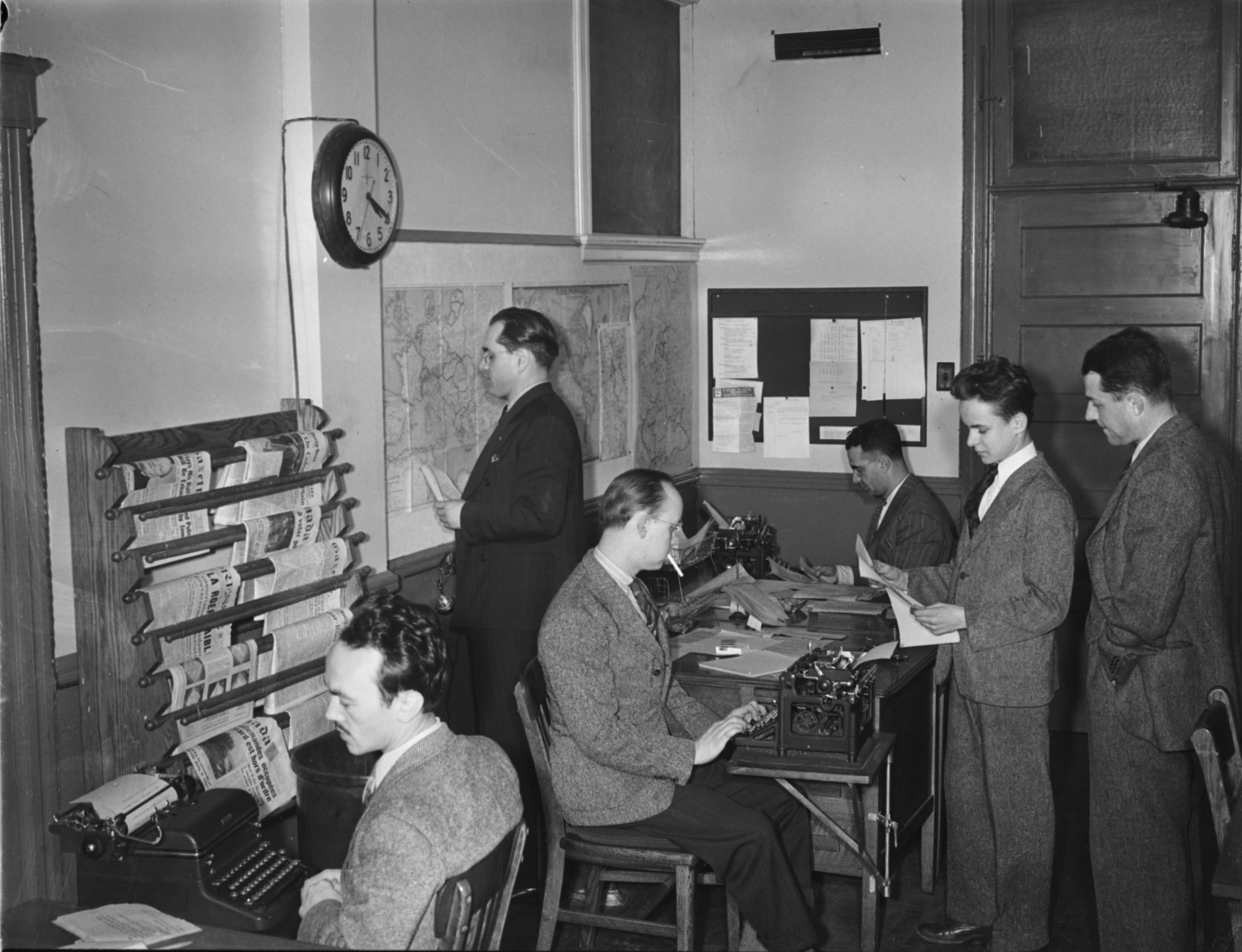
Redactie van de Canadian Broadcasting Corporation in Montreal in 1944

Een redacteur of redactrice is iemand die verantwoordelijk is voor de bewerking (redactie) van de inhoud van een publicatie, bijvoorbeeld een krant, tv-programma, boek, tijdschrift, encyclopedie of website, of die feitelijk werkt aan die inhoud.
Een redacteur kan de rol of functie van auteur hebben, of die van adviseur (bijvoorbeeld bij wetenschappelijke tijdschriften), of die van persklaarmaker.

## Opleiding
De meeste redacteurs hebben een opleiding journalist-redacteur of communicatiewetenschappen gevolgd. Die opleidingen kunnen aan de meeste Nederlandse en Belgische universiteiten en hogescholen gevolgd worden. Daarnaast is er ook de opleiding 'mediaredactie' (mbo). Een redacteur specialiseert zich tijdens zijn opleiding vaak nog in print-, online-, radio- of televisieredactie.

## Takenpakket van een redacteur
Een redacteur selecteert relevant materiaal uit het aanbod van persberichten en berichten op sociale media voor de krant, website of het journaal. Een redacteur schrijft en redigeert ook teksten. Hij heeft zo onder andere als taak om de tekst van moeilijke wetenschappelijke onderzoeken zo te bewerken dat het heldere achtergrondartikelen voor een breed publiek worden. Ook is een redacteur binnen zijn afdeling verantwoordelijk voor de kwaliteit van de artikelen en de planning van de redactie. Hij begeleidt ook journalisten of redactiemedewerkers als ze aan een bepaald project werken.

## Verschillende typen redacteurs

### Webredacteurs
Een webredacteur is een persoon die de informatie voor een website schrijft. Voorts houdt een webredacteur zich vooral bezig met het redigeren van teksten, het (mede) bepalen van de inhoud en het bijhouden van websites. De rol van webredacteur is vergelijkbaar met die van redacteur, met dit verschil dat een webredacteur zich uitsluitend bezighoudt met online teksten. Daarnaast vertoont de functie van webredacteur veel overeenkomsten met die van een zogeheten content manager.

### Beeldredacteurs
Een beeldredacteur is niet met teksten bezig, maar met fotografisch materiaal, andere afbeeldingen en de opmaak van pagina's. Met name bij tijdschriften is de beeldredactie een substantieel deel van het totale redactiewerk.

### Boekenredacteurs
In de boekenwereld in Nederland is de redacteur de zelfstandige functionaris, die het fonds of delen daarvan samenstelt, en verantwoordelijk is voor de productie, maar meestal niet zelf redigeert. In met name Engelstalige landen werkt de redacteur juist weer wel intensief aan de inhoud van boeken, zowel non-fictie als fictie, en is als zodanig vaak een inhoudelijke sparring partner voor de auteur. Boven deze redacteur staat meteen de directeur; uitgeverijen van boeken kennen meestal geen hoofdredacteur, wel bureauredacteuren, die het feitelijke redigeren en persklaarmaken uitvoeren.

## Redacties
De redacteurs van een publicatie vormen gezamenlijk de redactie. Redacties worden geleid door hoofdredacteuren, die onder andere bepalen over welke onderwerpen verslag gedaan wordt. Hoofdredacteuren zijn bij grote publicaties in eerste instantie verantwoordelijk voor en opsteller van het beleid, en spelen vaak de hoofdrol bij de werving en selectie van redacteuren. Op grotere nieuwsredacties werkt meestal ook een redactiechef, die een deel van de taken van de hoofdredacteur voor één afdeling overneemt, of eindredacteur, die de laatste praktische en organisatorische verantwoordelijkheid voor het te publiceren materiaal heeft (bijvoorbeeld vormgeving, verwijderen van spel- of afbrekingsfouten). Deze eindredacteur is meestal verantwoordelijk voor het bestellen van materiaal bij freelancers, de juiste productiestroom, het halen van de deadlines, de juistheid, correctheid en omvang van het materiaal, de intro's en de koppen en de bestelling en plaatsing van de illustraties. Bureauredacteuren zijn redactieleden die meestal alleen maar redigeren. De redactievergadering is vaak het orgaan voor overleg van redacties, en komt meestal eenmaal per verschijning van het periodiek samen.
Bij tijdschriften is het steeds vaker zo dat er een kernredactie bestaat met daarin de hoofdredacteur, de eindredacteur en een secretaresse, die een groep freelancers aanstuurt. Hiermee besparen uitgevers op kosten van personeel, gebouwen en voorzieningen. Bij wetenschappelijke tijdschriften is een redactie vaak een groep wetenschappers, die vrijwel nooit samenkomt maar uitsluitend adviezen geeft en manuscripten beoordeelt. Binnen de omroepwereld heeft een eindredacteur de functie van de hoofdredacteur bij de krant: eindverantwoordelijke, hoewel verschillende journalistieke programma's nu ook werken met hoofdredacteuren.
Veel grotere redactielokalen bestaan uit een open ruimte met meerdere (tot tientallen) werkplekken. Vaak zijn redacties verdeeld in meerdere afdelingen, bijvoorbeeld de nieuwsredactie, de sportredactie en de opmaak. Voor redactielokalen gelden uitzonderingen in de wetgeving – er mag bijvoorbeeld nachtarbeid worden verricht zonder voorafgaande toestemming van de overheid, wat niet mag in bijvoorbeeld kantoren.
De grootste redactie van Nederland is die van het NOS Journaal in Hilversum, waar sinds 2006 de radio- en tv-uitzendingen worden vervaardigd. Op de tweede plaats komt de redactie van De Telegraaf.